# Сервилий Ватия
Серви́лий Ватия́ (полное имя неизвестно) (лат. Servilius Vatia; умер в 68 году до н. э., Рим, Римская республика) — римский политический деятель из плебейской ветви рода Сервилиев, консул-суффект 68 года до н. э.

## Биография
Преномен Сервилия Ватии в источниках не упоминается, но известно, что в этом семействе были в ходу преномены Гай, Марк и Публий. В соответствии с Корнелиевым законом, определявшим минимальные временные промежутки между магистратурами, Ватия должен был не позже 71 года до н. э. занимать должность претора. После смерти консула 68 года до н. э. Луция Цецилия Метелла он был назначен консулом-суффектом, но и сам умер до вступления в должность.